# Cratere Cannutia
Cannutia è un cratere sulla superficie di 4 Vesta.